# Амарджит Сінґг Сандгу
Амарджит Сінґг Сандгу (18 грудня 1954) — угандійський спортсмен.
Учасник Олімпійських Ігор 1972 року.